# NGC 5938
NGC 5938 est une (vaste ?) galaxie spirale barrée située dans la constellation du Triangle austral. Sa vitesse par rapport au fond diffus cosmologique est de 3 610 ± 9 km/s, ce qui correspond à une distance de Hubble de 53,3 ± 3,7 Mpc (∼174 millions d'al). NGC 5938 a été découverte par l'astronome britannique John Herschel en 1836.
La classe de luminosité de NGC 5938 est II-III et elle présente une large raie HI.
À ce jour, cinq mesures non basées sur le décalage vers le rouge (redshift) donnent une distance de 26,625 ± 0,750 Mpc (∼86,8 millions d'al), ce qui est loin à l'extérieur des valeurs de la distance de Hubble. Notons que c'est avec la valeur moyenne des mesures indépendantes, lorsqu'elles existent, que la base de données NASA/IPAC calcule le diamètre d'une galaxie et qu'en conséquence le diamètre de NGC 5938 pourrait être d'environ 67,2 kpc (∼219 000 al) si on utilisait la distance de Hubble pour le calculer.